# Gemfibrozil
Gemfibrozil ist ein oraler Lipidsenker (Mittel zur Senkung erhöhter Blutfette). Es gehört zur Wirkstoffgruppe der Fibrate. Gemfibrozil wurde als Lipidsenker 1969 von Parke-Davis (heute Pfizer) patentiert und ist unter dem Handelsnamen Gevilon sowie als Generikum erhältlich.

## Wirkmechanismus
Der Arzneistoff ist ein Ligand des Peroxisom-Proliferator-aktivierten Rezeptors vom Subtyp α (PPARα), eines Rezeptors, der am Stoffwechsel von Kohlenhydraten und Fetten beteiligt ist und ebenso an der Bildung von Fettgewebe. Der Anstieg der Synthese von Lipoproteinlipase steigert gleichzeitig den Abbau von Triglyzeriden.

## Therapeutische Wirkung
Gemfibrozil
- reduziert den Spiegel der Triglyceride (um 20–40 %)
- reduziert den Spiegel von VLDL
- reduziert moderat den Spiegel von LDL (um 10–20 %)
- steigert moderat den Spiegel von HDL (um 5–20 %).[4]

## Nebenwirkungen und toxische Effekte
Häufige Nebenwirkungen sind Schwindel, Kopfschmerzen, gastrointestinale Beschwerden, Hautekzeme und Müdigkeit. Auch Transaminasenanstieg, Muskelbeschwerden, Gallensteinbildung und Haarausfall können wie bei anderen Fibraten auftreten.
In Tierversuchen fanden sich bei übernormalen Dosen Hinweise auf eine Kanzerogenität.

## Indikationen
- Für Hyperlipidämie (Typ III) ist Gemfibrozil das Mittel der Wahl.
- Hypertriglyzeridämie (Typ IV): Gemfibrozil wird besser vertragen, auch wenn es weniger effektiv ist als Niacin.

## Kontraindikationen
Gemfibrozil sollte nur mit Vorsicht verwendet werden bei Anstieg der Leberenzyme, bei fortgeschrittener Niereninsuffizienz und bei Gallenwegserkrankungen. In der Schwangerschaft ist es nur bei vitaler Indikation zugelassen. Bei der Einnahme zusammen mit Repaglinid besteht Hypoglykämiegefahr. Bei Einnahme zusammen mit Statinen erhöht sich durch den gemeinsamen Stoffwechselweg über das Cytochrom P450 das Risiko einer Rhabdomyolyse.

## Wechselwirkungen
- Antikoagulantien: Gemfibrozil verstärkt die Wirkung von Warfarin.
- Statine: Werden Statine gleichzeitig mit Fibraten (einschließlich Gemfibrozil) verabreicht, steigt das Risiko von Muskelkrämpfen, Myopathie und Rhabdomyolyse.